# Dorel Industries
Dorel Industries ist ein kanadischer Mischkonzern mit Sitz in Montreal. Auf dem europäischen Markt ist Dorel vor allem mit den Marken Cannondale und GT Bicycles (Fahrräder), Maxi-Cosi (Kindersitze) und Quinny (Kinderwagen) vertreten. Daneben produziert Dorel auch Mobiliar.
Dorel beschäftigt rund 8.200 Mitarbeiter in 25 Ländern. Das Unternehmen ist an der Toronto Stock Exchange gelistet.

## Unternehmensgliederung
Dorel besteht aus drei Segmenten:

### Dorel Juvenile
Zu diesem Segment gehören Produkte für Babys und Kleinkinder der Marken Maxi-Cosi, Quinny, Bébé Confort, Safety 1st, Tiny Love und Cosco. Der Sitz der Unternehmenssparte ist in Foxborough (Massachusetts). In Columbus (Indiana) unterhält die Firma ein Forschungszentrum und die größte Produktionsstätte.

### Dorel Sports
Mit dem Kauf von Pacific Cycle stieg Dorel im Jahr 2004 in die Fahrradproduktion ein. Inzwischen gehören auch die Marken Cannondale, GT Bicycles, Mongoose und Horse Bicycles zu Dorel Industries.
Im Oktober 2021 wurde Dorel Sports an die niederländische Pon Holdings verkauft.

### Home Furnishings
In diesem Segment stellt Dorel in erster Linie Mobiliar für Büros und Heimkinos her.